# Saint James Park

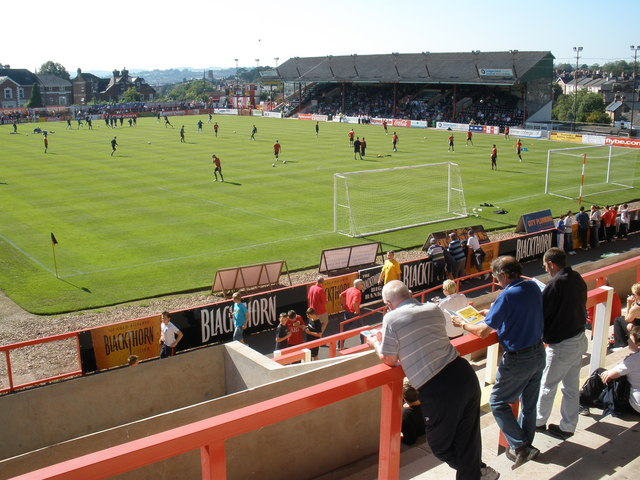
St James Park.

För andra platser med likartat namn, se Saint James Park (olika betydelser).
Saint James Park, även skrivet St James Park, är en fotbollsarena i Exeter i England. Den är hemmaarena för Exeter City FC och tar 8 830 åskådare. 
Arenan invigdes den 10 september 1904. Publikrekordet på 20 984 åskådare kom i en match mellan Exeter och Sunderland i FA-cupen 1931; Sunderland vann med 4-2.

## Läktare
- Cliff Bastin Stand (Big Bank) - hemmafans
- Ivor Doble Stand (Cowshed) - hemmafans
- Express & Echo Family Stand (Old Grandstand) - hemma- och bortafans
- St James Road Terrace - bortafans